# Agathis latibalteata
Agathis latibalteata är en stekelart som beskrevs av Cameron 1906. Agathis latibalteata ingår i släktet Agathis och familjen bracksteklar. Inga underarter finns listade i Catalogue of Life.